# Danegeld
Danegeld (śr.ang. Dan – Duńczyk, geld – haracz, danina) – podatek gruntowy, płacony początkowo w formie okupu  przez mieszkańców Anglii najpierw najeżdżającym kraj Normanom duńskim, a później królom z dynastii normandzkiej. Danegeld narzucali Duńczycy sporadycznie już w IX wieku, ale regularnie i powszechnie obowiązywał w Anglii po klęsce Anglosasów w bitwie pod Maldon w 991 roku.
W 991 roku Anglosasi zapłacili okup 22 tysięcy funtów złota i srebra. W 994 król Ethelred II Bezradny przekazał wikingom 16 tysięcy funtów złota i srebra, a w 1002 roku 24 tysiące funtów srebra. Kolejny najazd wikingów w 1006 roku zakończył okup 36 tysięcy funtów kruszcu. Kolejna wielka wyprawa wikingów rozpoczęta w 1009 roku zakończyła się w 1012 wraz z kontrybucją 48 tysięcy funtów srebra.
Kiedy władzę w Anglii przejęli Duńczycy danegeld stał się corocznym podatkiem. Corocznie pobierał danegeld zarówno Kanut Wielki jak i Wilhelm Zdobywca i jego następcy. Dochody z niego przeznaczano na cele wojenne. Podatek pobrano ostatni raz w roku 1163, a zniósł go pierwszy z Plantagenetów – Henryk II.